# Ózdfalu
Ózdfalu es un pueblo ubicado en el distrito de Sellye, en el condado de Baranya, Hungría.

## Superficie
Posee una superficie de 8,0 kilómetros cuadrados.

## Demografía
Hasta 2019 la población era de 145 habitantes, con una densidad de población de 18,13 habitantes por kilómetro cuadrado.